# Michał Brzezowski
Michał Brzezowski (ur. 26 lutego 1920 w Dawidgródku, zm. 15 września 1940 w Anglii) – sierżant pilot Polskich Sił Powietrznych w Wielkiej Brytanii.

## Życiorys
W 1936 wstąpił do Szkoły Podoficerów Lotnictwa dla Małoletnich w Bydgoszczy. Kurs pilotażu skończył w 1939. W stopniu starszego szeregowca otrzymał przydział do 151 eskadry myśliwskiej. W jej składzie walczył w kampanii wrześniowej. Przez Rumunię przedostał się do Francji, gdzie latał w Kluczu Frontowym "Ce" por. Arsena Cebrzyńskiego. Po upadku Francji ewakuował się do Anglii, gdzie 7 lipca 1940 został skierowany na przeszkolenie do 5. OTU. Otrzymał numer służbowy P-5122.
Przydzielony do dywizjonu 303, gdzie pierwszy lot bojowy odbył 11 września 1940. Zginął w walkach powietrznych nad Anglią 15 września 1940. Pilotował Hawker Hurricane Mk. I (nr ser. P3577, znaki RF-E).
Na liście Bajana został sklasyfikowany na 118 pozycji z 2 i 1/3 pewnymi zwycięstwami.

## Odznaczenia
- Krzyż Walecznych[5]
- Medal Lotniczy
- Polowy Znak Pilota